# Митхапукур
Митхапукур (бенг. মিঠাপুকুর, англ. Mithapukur) — город на севере Бангладеш, административный центр одноимённого подокруга. Площадь города равна 6,36 км². По данным переписи 2001 года, в городе проживало 9538 человек, из которых мужчины составляли 52,64 %, женщины — соответственно 47,36 %. Плотность населения равнялась 1500 чел. на 1 км². Уровень грамотности населения составлял 40,1 % (при среднем по Бангладеш показателе 43,1 %). 